# Taseografie

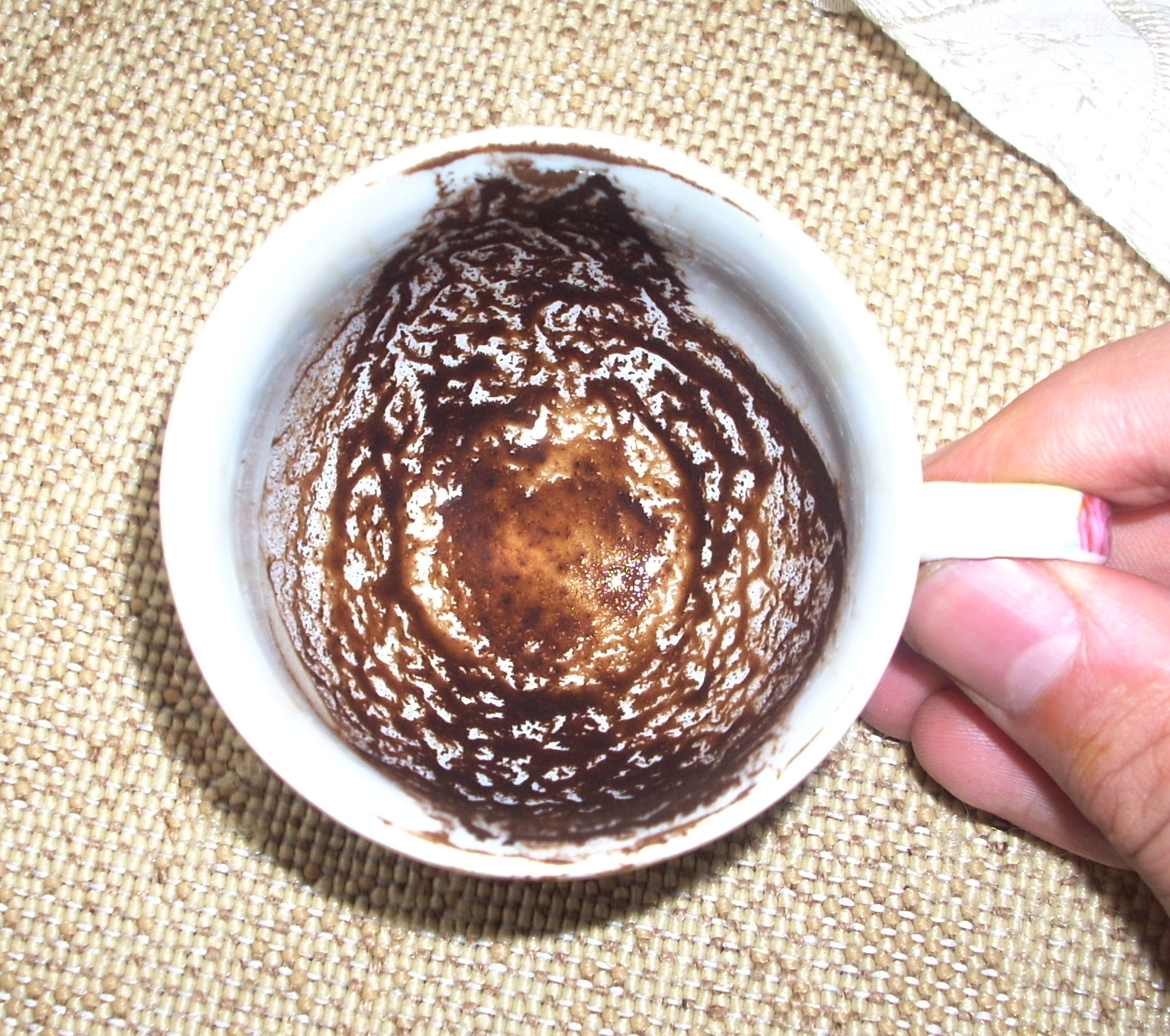
Kávová sedlina je častým předmětem taseografických věšteb.

Taseografie (také známá jako tasseomantie nebo tassologie) je metodu věštění, která interpretuje vzory v čajových lístcích nebo kávové sedlině. Její původ sahá až do starověké Číny. V Evropě tento zvyk, spolu s pitím čaje, zdomácněl až v 17. století. Termíny pocházejí z francouzského slova tasse (pohár), který podle pořadí pochází z arabského slova tassa (příbuzný), a řeckých přípon -graf (psaní), -logy (studium) a -mancy (věštění).

## Postup
Výběr šálku, z kterého se bude věštit, by měl být pečlivý, stejně tak jako výběr čaje, který se bude pít. Je třeba dbát na to, aby šálek byl na dně trochu užší než u ústí. Je vhodné se vyhnout se používání různých přísad, jako je cukr, mléko apod.
- Tazatel vypije šálek čaje, na jehož dně nechá trochu tekutiny.
- Po vypití překlopí zbylý obsah hrnku na talířek směrem od sebe ven. Se šálkem nehýbe, vydrží chvilinku než veškerý obsah steče na podšálek. Jednoduchým pohybem levou rukou zcela lehce šálek překlopí a vyčká, dokud sedlina nezaschne. Pokud se šálek otočí dříve, než přebytečná voda vyteče na talířek, obraz se rozteče či rozmaže, což velice zkresluje obsah sdělení, které se poté stává nečitelné.
- Osoba, která bude z lístků číst, šálek vezme do ruky a otočí ho tak, aby ouško směřovalo k tazateli.

## Členění
- A. okraj šálku (po celém obvodu) – blízká budoucnost
- B. dno – daleká budoucnost
- C. místa blízká oušku – symboly se silným vlivem na subjekt
- D. místa daleko od ouška – slabší vliv na subjekt, nepřímé vlivy

## Základní symboly
- hvězdy – úspěch
- trojúhelníky – štěstí
- čtverečky – ochrana
- kruhy – frustrace
- rovné čáry – jasné plány
- vlnité čáry – nejistota
- tečkované čáry – cesta
- čísla – roky, měsíce, dny, podle umístění v šálku
- písmena – iniciály lidí blízkých subjektu, důležitých lidí

Mnoho lidí se domnívá, že věštění s pomocí předepsaných symbolů není příliš subjektivní, proto profesionální vykladači dávají přednost intuitivnímu výkladu.